# Плезант Сити (Охајо)
Плезант Сити (енгл. Pleasant City) град је у америчкој савезној држави Охајо.

## Демографија
По попису из 2010. године број становника је 447, што је 8 (1,8%) становника више него 2000. године.
| Група             | 2000.       | 2010.       |
| Белци             | 431 (98,2%) | 433 (96,9%) |
| Афроамериканци    | 1 (0,2%)    | 0 (0,0%)    |
| Азијати           | 0 (0,0%)    | 1 (0,2%)    |
| Хиспаноамериканци | 1 (0,2%)    | 5 (1,1%)    |
| Укупно            | 439         | 447         |